# Страховая доска

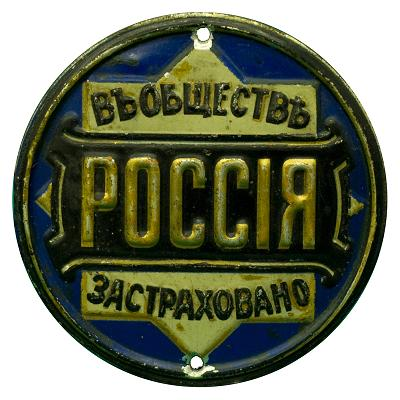
Страховая доска общества «Россия»

Страховая доска — это металлическая табличка в виде или с изображением логотипа страховой компании, которая крепилась на фасаде застрахованного строения, либо размещалась над дверью застрахованной квартиры (при страховании от огня). Данный предмет не только подчеркивал определенный социальный статус владельца строения, страховая доска также являлась своего рода декоративным элементом, украшающим внешний вид дома. Большинство страховых досок были достаточно красивыми, а некоторые являлись настоящим произведением искусства.
Традиция использования страховых досок восходит к концу XVII века. После знаменитого Большого пожара в Лондоне в 1666 году, когда за 5 дней было уничтожено 13 тысяч частных и общественных строений, местные домовладельцы стали создавать компании страхования от огня. Муниципальных пожарных учреждений в то время ещё не было, и для борьбы с огнём каждое из возникавших страховых обществ создавало собственную дружину.
Появление страховых учреждений со своими пожарными, работавшими на одной территории, создало определенную проблему: собравшись на дым, пожарные, материально заинтересованные в тушении застрахованных зданий, начинали выяснять, кто имеет право на тушение. Споры нередко заканчивались потасовками и драками, а здание тем временем уничтожалось огнём. Для предотвращения подобных ситуаций необходимы были опознавательные знаки, которые бы наглядно свидетельствовали — застрахован ли дом, и в какой именно компании. Такими знаками и стали первые лондонские страховые доски.
Примерно с середины 50-х годов прошлого столетия страховые доски перестали использоваться, а в настоящее время они преобразились в стикеры с логотипами страховых компаний, которые клеятся на стекла застрахованных автомобилей. В настоящее время страховые доски являются объектом коллекционирования во многих странах мира. В России насчитывается порядка 30 частных обширных коллекций страховых досок. Координатором большинства проектов, связанных с вопросом коллекционирования и экспонирования страховых досок в последние 20 лет, является лауреат премии «Золотая Саламандра» Владимир Николаевич Борзых.
В 2008 году в свет вышла книга «Знаки страховой защиты в Российской Империи», представляющая собой наиболее полный каталог российских страховых досок.